# Apriona cylindrica
Apriona cylindrica es una especie de escarabajo longicornio del género Apriona, subfamilia Lamiinae. Fue descrita científicamente por Thomson en 1857.
Se distribuye por Indonesia (Java). Mide 27-40 milímetros de longitud. El período de vuelo de esta especie ocurre en los meses de marzo y abril.